# Witte Kerkje (Sneek)
Het Witte Kerkje is een kerkgebouw in de wijk Stationsbuurt in Sneek. Het kerkje is gelegen aan de Julianastraat, aan het gelijknamige Julianapark.
Het gebouw is in 1907 gebouwd en is sindsdien in gebruik door de Christelijk Gereformeerde Kerk. De kerk is een zaalkerk, gebouwd in neoromaanse stijl, met verschillende rondboogvensters en een kleine klokkenpyloon. In 1966 is het pand door brand beschadigd, hierna is het in soberdere stijl gerestaureerd.
Sinds 2005 maakt de Gereformeerde Kerk Vrijgemaakt (in 2023 opgegaan in de Nederlandse Gereformeerde Kerken) ook gebruik van het pand.
Aan de achterzijde van de kerk is een verenigingsgebouw van de kerkgemeente gelegen.